# بورت هاركورت

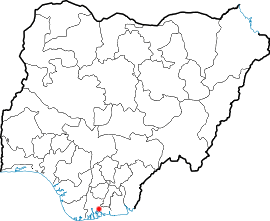
موقع بورت هاركورت

بورت هاركورت (Port Harcourt) هي مدينة نيجيرية تقع في دلتا النيجر. وهي عاصمة ولاية ريفرز. مساحتها 186 كم2، وعدد سكانها 1204900 (تقديرات 2005). تأسست المدينة بواسطة البريطانيين عام 1912 الذين أطلقوا عليها هذا الاسم نسبة إلى لويس فيرون هاركورت، أمين سر مستعمرات الدولة البريطاني. يوجد في المدينة صناعة نفطية.
كان الهدف الأولي للميناء هو تصدير الفحم الذي يصله بكميات كبيرة من إنوغو شمالاً عبر نهر بوني. بورت هاركورت هي رابع أكبر مدن نيجيريا بعد لاغوس وإيبادان وكانو. الميناء هو منطقة صناعية، تتواجد به عدة شركات متعددة الجنسيات، والصناعات الرئيسية فيه مرتبطة بالنفط. كما تعتبر أهم مدن نيجيريا التي تحتوي على مصاف للنفط لكون النفط أهم موارد البلاد. وتوجد أيضاً بؤرات لصيد السمك، وسوق سمك كبير. هذا بالإضافة إلى وجود جامعتين، وحديقة إسحق بورو، وشاطئ ومنتجع.

## المناخ
يظهر الجدول التالي التغييرات المناخية على مدار السنة لبورت هاركورت:
| البيانات المناخية لـبورت هاركورت                       | البيانات المناخية لـبورت هاركورت | البيانات المناخية لـبورت هاركورت | البيانات المناخية لـبورت هاركورت | البيانات المناخية لـبورت هاركورت | البيانات المناخية لـبورت هاركورت | البيانات المناخية لـبورت هاركورت | البيانات المناخية لـبورت هاركورت | البيانات المناخية لـبورت هاركورت | البيانات المناخية لـبورت هاركورت | البيانات المناخية لـبورت هاركورت | البيانات المناخية لـبورت هاركورت | البيانات المناخية لـبورت هاركورت | البيانات المناخية لـبورت هاركورت |
| الشهر                                                  | يناير                            | فبراير                           | مارس                             | أبريل                            | مايو                             | يونيو                            | يوليو                            | أغسطس                            | سبتمبر                           | أكتوبر                           | نوفمبر                           | ديسمبر                           | المعدل السنوي                    |
| ------------------------------------------------------ | -------------------------------- | -------------------------------- | -------------------------------- | -------------------------------- | -------------------------------- | -------------------------------- | -------------------------------- | -------------------------------- | -------------------------------- | -------------------------------- | -------------------------------- | -------------------------------- | -------------------------------- |
| متوسط درجة الحرارة الكبرى °م (°ف)                      | 32.4 (90.3)                      | 33.4 (92.1)                      | 32.6 (90.7)                      | 32.1 (89.8)                      | 31.2 (88.2)                      | 30.0 (86.0)                      | 28.8 (83.8)                      | 28.7 (83.7)                      | 29.3 (84.7)                      | 30.2 (86.4)                      | 31.3 (88.3)                      | 31.8 (89.2)                      | 31.0 (87.8)                      |
| متوسط درجة الحرارة الصغرى °م (°ف)                      | 21.2 (70.2)                      | 22.5 (72.5)                      | 23.3 (73.9)                      | 23.2 (73.8)                      | 23.2 (73.8)                      | 22.7 (72.9)                      | 22.4 (72.3)                      | 22.4 (72.3)                      | 22.4 (72.3)                      | 22.4 (72.3)                      | 22.4 (72.3)                      | 21.4 (70.5)                      | 22.5 (72.5)                      |
| معدل هطول الأمطار مم (إنش)                             | 22.2 (0.87)                      | 56.5 (2.22)                      | 116.3 (4.58)                     | 183.6 (7.23)                     | 222.7 (8.77)                     | 273.3 (10.76)                    | 356.5 (14.04)                    | 326.8 (12.87)                    | 367.1 (14.45)                    | 263.1 (10.36)                    | 96.9 (3.81)                      | 25.9 (1.02)                      | 2٬310٫9 (90.98)                  |
| متوسط الأيام الممطرة                                   | 2.2                              | 4.6                              | 8.6                              | 11.6                             | 14.2                             | 16.5                             | 19.7                             | 19.8                             | 20.1                             | 14.4                             | 5.9                              | 2.1                              | 139.7                            |
| متوسط الرطوبة النسبية (%) (at {{{time day}}})          | 54.6                             | 57.0                             | 65.3                             | 70.1                             | 74.1                             | 78.5                             | 81.1                             | 81.6                             | 81.3                             | 77.7                             | 69.3                             | 58.5                             | 70.8                             |
| ساعات سطوع الشمس الشهرية                               | 142.6                            | 123.2                            | 114.7                            | 132.0                            | 139.5                            | 102.0                            | 77.5                             | 74.4                             | 78.0                             | 102.3                            | 132.0                            | 148.8                            | 1٬367                            |
| ساعات سطوع الشمس اليومية                               | 4.6                              | 4.4                              | 3.7                              | 4.4                              | 4.5                              | 3.4                              | 2.5                              | 2.4                              | 2.6                              | 3.3                              | 4.4                              | 4.8                              | 3.7                              |
| المصدر #1: المنظمة العالمية للأرصاد الجوية             |                                  |                                  |                                  |                                  |                                  |                                  |                                  |                                  |                                  |                                  |                                  |                                  |                                  |
| المصدر #2: NOAA (sun and relative humidity, 1961–1990) |                                  |                                  |                                  |                                  |                                  |                                  |                                  |                                  |                                  |                                  |                                  |                                  |                                  |

## توأمة
لبورت هاركورت اتفاقيات توأمة مع:
- كانساس سيتي

## أعلام
- ساندي أوليسيه
- فينيدي جورج
- سيمون نوانكو
- كين سارو ويوا
- تاريبو وست
- تشيدي أودياه